# Centro de Voos Espaciais Goddard

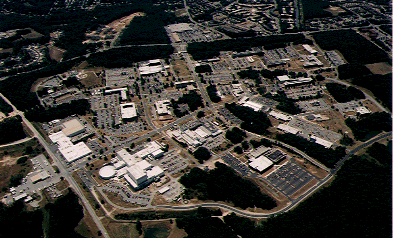
Vista aérea do Goddard Space Flight Center

O Centro de Voos Espaciais Goddard (em inglês:  Goddard Space Flight Center - GSFC) é um laboratório de pesquisas espacials criado em 1 de maio de 1959 como o primeiro centro espacial da NASA, estando sediado a cerca de 11 km a nordesde de Washington, DC, em Greenbelt, Maryland, Estados Unidos. GSFC é nomeado em homenagem a Robert H. Goddard, o pioneiro da propulsão de foguetes moderna nos Estados Unidos. Desde sua criação tem sido um componente essencial em programas centrais da NASA, tendo desenvolvido mais instrumentos para exploração planetária do que qualquer outra organização, incluindo instrumentos científicos enviados a todos os planetas do Sistema Solar.
O GSFC emprega um total de dez mil pessoas, dos quais três mil sendo diretamente empregados pelo GSFC (e 60% sendo cientistas ou engenheiros),. e os outros sete mil são trabalhadores de outras empresas contratadas pelo GSFC.
O GSFC é a maior organização conjunta de cientistas e engenheiros dedicado à aumentar o conhecimento da Terra, do Sistema Solar e do universo via observações do espaço nos Estados Unidos. É um laboratório americano para o desenvolvimento e operação de espaçonaves não-tripuladas. GSFC conduz investigações científicas, o desenvolvimento e operações de sistemas espaciais, e desenvolvimento de tecnologia relacionadas. Cientistas do GSFC podem desenvolver e suportar uma missão, e engenheiros e técnicos do GSFC podem desenhar e construir as espaçonaves para tais missões. O cientista John C. Mather do GSFC co-recebeu o Nobel de física de 2006 graças ao seu trabalho no COBE.
GSFC também opera o tracejamento de espaçonaves e redes de aquisição de informações (o Space Network e o Near Earth Network), desenvolve e mantém sistemas de informações espacciais e terrestres avançados, e desenvolve sistemas de satélites para o National Oceanic and Atmospheric Administration (NOAA).
O GSFC maneja operações de várias missões internacionais e da NASA, incluindo o Telescópio Espacial Hubble, o programa Explorer, o programa Discovery, o Earth Observing System (EOS), INTEGRAL, o Solar and Heliospheric Observatory (SOHO), o Rossi X-ray Timing Explorer (RXTE) e Swift.  Antigas missões administradas pelo GSFC inclui o Compton Gamma Ray Observatory, SMM, COBE, IUE, e ROSAT. Tipicamente, missões sobre observação terrestre e observatórios na Terra são administradas pelo GSFC, enquanto que missões planetárias espaciais não-tripuladas são controlados pelo Jet Propulsion Laboratory (JPL) em Pasadena, Califórnia.